# Dorothea Schlegel
Dorothea Friederike von Schlegel (nata Brendel Mendelssohn) (Berlino, 24 ottobre 1764 – Francoforte sul Meno, 3 agosto 1839) è stata una scrittrice e traduttrice tedesca.

## Biografia
Brendel Mendelssohn nacque a Berlino nel 1764, figlia maggiore del filosofo Moses Mendelssohn, esponente principale della Haskalah. 
In quanto figlia di Moses Mendelssohn, Brendel si trovò ad essere circondata da intellettuali, letterati ed artisti: Gotthold Ephraim Lessing era il maggior amico e collega di suo padre; suo fratello Joseph, che faceva il banchiere, era amico e finanziatore di Alexander von Humboldt, il grande naturalista ed etnologo; i musicisti Felix Mendelssohn e Fanny Mendelssohn erano suoi nipoti.  
Nel 1783 Brendel sposò il commerciante e banchiere Simon Veit, col quale ebbe quattro figli, fra i quali il pittore Philipp Veit.
Brendel conobbe il poeta e critico letterario Friedrich Schlegel nel salotto letterario della sua amica Henriette Herz nel 1797. Due anni dopo divorziò dal marito, ottenendo l'affidamento del figlio minore Philipp.
Il racconto di Schlegel Lucinde del 1799 fu visto come la descrizione della loro storia d'amore e questo causò scandalo nei circoli letterari tedeschi. 
Il racconto di Brendel Florentin fu pubblicato anonimo da Schlegel nel 1801.
La coppia visse a Parigi dal 1802 al 1804. Nel 1804 Brendel e Friedrich si sposarono e in tale occasione lei si convertì al Protestantesimo.
Nel 1807 Brendel tradusse la Corinne di Madame de Staël.
La relazione con Schlegel fece entrare Brendel nel cosiddetto "circolo di Iena". Il salotto della loro casa di Ziegelstraße riuniva, oltre ai fratelli Friedrich e Wilhelm August von Schlegel, Ludwig Tieck, Novalis, Schelling.
Essi continuavano in ogni modo a frequentare i salotti di Rahel Levin and Henriette Herz, così come l'ambiente che circondava Madame de Staël.
Nel 1808 Friedrich e Brendel si convertirono al Cattolicesimo. Forse Brendel prese il nome di Dorothea in ricordo di una Dorothea von Schlegel del Seicento che scrisse inni sacri cattolici.
Dopo la morte di Friedrich, nel 1829, Dorothea si trasferì a Francoforte, dove visse con il figlio Philipp, anch'egli convertito a un tipo di Cattolicesimo medievale, fino alla morte nel 1839. È sepolta nel cimitero principale della città.

## Opere
- Florentin, Lubecca e Lipsia, 1801
- Gespräch über die neueren Romane der Französinnen ("Conversazione riguardo ai nuovi romanzi delle scrittrici francesi"), in: Europa (rivista diretta da Friedrich Schlegel)
- Geschichte des Zauberers Merlin ("Storia del Mago Merlino"), Lipsia, 1804. Tradotta e adattata da fonti francesi